# A kauzalitás angyala
A kauzalitás angyala (The Causal Angel) egy 2014-ben megjelent hard science fiction regény Hannu Rajaniemi tollából. A könyv folytatja a Kvantumtolvaj és a Fraktálherceg eseményeit, és lezárja a Jean le Flambeur sorozatot.
A regényt az eredeti kiadással megegyező évben adta ki az Ad Astra kiadó magyar nyelven, Juhász Viktor fordításában.

## Cselekmény
|  | Alább a cselekmény részletei következnek! |

Jean le Flambeur és Mieli útjai különváltak, intelligens hajójuk pedig elpusztult. Ketten külön-külön, a saját módszerükkel próbálnak kiutat keresni a szörnyű helyzetből, s el kell gondolkodniuk azon, kinek tartoznak hűséggel.
Eközben a Naprendszerben egyre hevesebben dühöng a poszthumán istenek polgárháborúja. Jeannek egykori társát, Mielit kell kimenekítenie a zokuk közül, Supra City hihetetlen világából, ahol minden pillanat egyszerre illúzió és valóság. A grandiózus játszmát egyre zavarosabbá teszik a nagy hatalmú résztvevők intrikái, egy titokzatos ékkő körüli hajsza és egy elszabadult, rettenetes erő, amely az egész ismert univerzumot megváltoztathatja.
|  | Itt a vége a cselekmény részletezésének! |

## Magyarul
- A kauzalitás angyala; ford. Juhász Viktor; Ad Astra, Bp., 2014

## Külső hivatkozások
- A regény a Moly.hu-n
- A regény az Ad Astra webboltjában
- Kritika az eKultúra.hu-n